# Jack Nicholson
Jack Nicholson, pseudonimo di John Joseph Nicholson (Neptune City, 22 aprile 1937), è un attore, sceneggiatore e produttore cinematografico statunitense.
Considerato tra i maggiori interpreti della storia del cinema, Nicholson è uno dei tre attori ad aver vinto tre volte il Premio Oscar (a fronte di dodici candidature) insieme a Daniel Day-Lewis e Walter Brennan: due volte il premio Oscar come miglior attore protagonista per il film drammatico Qualcuno volò sul nido del cuculo (1975) e per la commedia romantica Qualcosa è cambiato (1997) e nella categoria miglior attore non protagonista per la commedia drammatica Voglia di tenerezza (1983).
Nicholson è uno dei tre attori a essere stato candidato agli Oscar per film prodotti in cinque decenni: gli anni sessanta, settanta, ottanta, novanta e duemila. Ha vinto sette Golden Globe e ha ricevuto il Kennedy Center Honor nel 2001. Nel 1994 è diventato uno degli attori più giovani a essere insigniti del Life Achievement Award dall'American Film Institute.
Tra gli altri film in cui ha recitato vi sono il road movie Easy Rider (1969), il neo-noir Chinatown (1974) e il drammatico Professione: reporter (1975). Inoltre, ha interpretato Jack Torrance nel film horror Shining di Stanley Kubrick (1980), il Joker in Batman di Tim Burton (1989) e Frank Costello nel thriller drammatico The Departed - Il bene e il male di Martin Scorsese (2006).

## Biografia

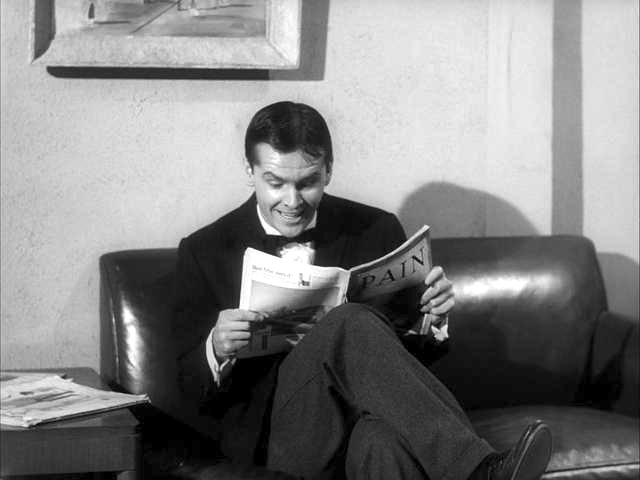
Jack Nicholson nel ruolo di Wilbur Force ne La piccola bottega degli orrori (1960)

Jack Nicholson è nato a Neptune City, nel New Jersey, il 22 aprile 1937 da June Nicholson, studentessa statunitense di origini irlandesi, inglesi, olandesi e tedesche. Jack Nicholson venne a conoscenza della verità sulla sua famiglia solo nel 1974, all'età di trentasette anni, grazie a un giornalista del quotidiano Time che stava facendo delle ricerche sull'attore. L'attore scoprì così di essere figlio di June Nicholson (1918-1963), la donna che aveva sempre creduto essere sua sorella, mentre quella che credeva fosse sua madre era in realtà sua nonna.
Il vero padre di Nicholson non è mai stato identificato: nessuno sa chi possa essere effettivamente. Varie ipotesi sono state fatte: Donald Furcillo oppure Edgar Kirschfeld, detto Eddie King. Quest'ultimo sarebbe stato un clandestino lettone ebreo che suonava il pianoforte su un transatlantico tedesco e che scappò di nascosto un giorno che l'imbarcazione era attraccata a New York, dove avrebbe cominciato a guadagnarsi da vivere dando lezioni di ballo. A queste avrebbe preso parte anche l'allora diciassettenne madre di Nicholson, che in questa circostanza sarebbe rimasta incinta da parte di Kirschfeld. Quest'ultimo non sarebbe poi riuscito ad assistere alla nascita del figlio a causa del suo status di clandestino, e di conseguenza espulso dagli USA.

### I primi ruoli
A diciassette anni decise di trasferirsi a Los Angeles, dove cominciò la sua carriera nel mondo del cinema, partecipando ai corsi di arte drammatica di Jeff Corey, tenuti da Martin Landau. In quel periodo incontrò e strinse amicizia con diversi personaggi, tra cui Dennis Hopper, Harry Dean Stanton e Roger Corman. Ciò gli permise di esordire sul grande schermo nel 1958 nel ruolo di protagonista in The Cry Baby Killer. Nel 1960 lavorò ancora con Corman nel film La piccola bottega degli orrori, mentre nel 1966 comparve in due western, Le colline blu e La sparatoria, girati in contemporanea nei territori desertici dello Utah.
Il primo successo arrivò nel 1969 con Easy Rider, un film-manifesto per quegli anni. La sua interpretazione di George Hanson, un avvocato alcolizzato in cerca di nuove emozioni, resa celebre da uno strampalato discorso sui "Venusiani", ottenne la candidatura all'Oscar come miglior attore non protagonista. In Easy Rider Nicholson lavorò al fianco di Dennis Hopper, attore, regista e co-sceneggiatore del film insieme con Peter Fonda.
Negli anni settanta non nascose l'uso di stupefacenti e si schierò contro la guerra del Vietnam, manifestando contro il governo statunitense. Infatti, Nicholson all'epoca era molto impegnato politicamente. La passione per la politica fu di lunga durata: nel 1992 presenziò all'insediamento alla Casa Bianca del presidente Bill Clinton, candidato vincente dal Partito Democratico dopo dodici anni di governo repubblicano.

### Gli anni settanta e il successo
Dopo Easy Rider la sua carriera venne lanciata improvvisamente e Nicholson divenne uno degli attori più richiesti a Hollywood. A seguito del successo ottenuto per l'interpretazione, Nicholson decise di proseguire la carriera di attore, che in quel periodo avrebbe voluto abbandonare per fare il regista. Nicholson interpretò Robert Eroica Dupea in Cinque pezzi facili, per cui fu candidato all'Oscar per il miglior attore; nel 1973, dopo esser stato diretto da Mike Nichols in Conoscenza carnale, fu protagonista de L'ultima corvé, interpretazione che gli valse un'altra candidatura per l'Oscar al miglior attore.
Nel 1974 Nicholson interpretò il detective Jake "J. J." Gittes, accanto a Faye Dunaway, diretto da Roman Polański in uno dei massimi capolavori del regista: Chinatown, con cui vinse il Premio Golden Globe come miglior attore protagonista. Il film si aggiudicò anche i premi per miglior film, regia e sceneggiatura, bissando i premi, con l'eccezione del miglior film, ai BAFTA Award '75. Il film arrivò così come super favorito agli Oscar dello stesso anno con ben undici candidature, tra cui miglior film, regia, attore, attrice e sceneggiatura, ma Il padrino - Parte II di Francis Ford Coppola, pur essendo candidato in meno categorie, vinse sei Oscar, tra cui miglior film e regia; unico premio per Chinatown fu la miglior sceneggiatura originale e Nicholson fu battuto da Art Carney in Harry e Tonto.
Nel 1975 venne diretto da Michelangelo Antonioni in Professione: reporter e successivamente vinse il premio Oscar come migliore attore protagonista per l'interpretazione di Randle Patrick McMurphy in Qualcuno volò sul nido del cuculo di Miloš Forman, che si aggiudicò le cinque statuette più importanti: film, regia, attore, attrice e sceneggiatura non originale.

### Gli anni ottanta
Nel 1980 Nicholson interpretò il ruolo di Jack Torrance nel film Shining, diretto da Stanley Kubrick. La pellicola, tratta dell'omonimo romanzo di Stephen King, alla sua uscita ebbe un buon successo commerciale, ma ricevette recensioni contrastanti. Con il passare degli anni, il film venne rivalutato e oggi viene considerato un cult del cinema moderno. L'interpretazione di Nicholson, inoltre, viene ancora oggi considerata una delle sue migliori. L'anno seguente tornò a lavorare con Bob Rafelson con il film Il postino suona sempre due volte, remake dell'omonimo film del 1946 e a sua volta basato sull'omonimo romanzo di James M. Cain. Nello stesso anno interpretò il poeta Eugene O'Neill nel biopic Reds, diretto e interpretato da Warren Beatty, insieme a Diane Keaton. Per questo ruolo venne candidato al Premio Oscar come miglior attore non protagonista.
Dopo aver interpretato un ufficiale corrotto in Frontiera (1982) di Tony Richardson, Nicholson recitò in Voglia di tenerezza (1983), accanto a Shirley MacLaine e Debra Winger. Il film venne accolto positivamente da critica e pubblico e ricevette undici candidature agli Oscar, vincendone cinque, tra cui quello di miglior attore non protagonista per Nicholson. L'anno dopo, insieme a Kathleen Turner, fu il protagonista della commedia nera L'onore dei Prizzi di John Huston, per cui ricevette nuovamente la candidatura all'Oscar. L'anno seguente recitò accanto a Meryl Streep nel drammatico Heartburn - Affari di cuore, diretto per la terza volta da Nichols.
Nel 1987 Nicholson, insieme a Cher, Susan Sarandon e Michelle Pfeiffer, è il protagonista della commedia fantastica Le streghe di Eastwick. Il film fu un successo di pubblico e incassò 63 milioni di dollari a livello nazionale, l'equivalente di 137 milioni di dollari del 2017. Nello stesso anno prese parte ai film Dentro la notizia - Broadcast News di James L. Brooks, regista di Voglia di tenerezza, e Ironweed di Héctor Babenco, dove tornò a recitare insieme a Meryl Streep. Per quest'ultimo ruolo, Nicholson ottenne la sua nona candidatura al premio Oscar. Nel 1989 Nicholson fu il folle criminale Joker in Batman di Tim Burton. Il film fu campione d'incassi a livello mondiale, incassando 411,35 milioni di dollari. Per il film Nicholson percepì un salario di base di 6 milioni di dollari, nonché una grossa percentuale sugli incassi, compresa tra i 60 e i 90 milioni di dollari. Lo stesso attore si ritenne particolarmente soddisfatto della sua interpretazione, "considerandola un pezzo di pop art".

### Gli anni novanta

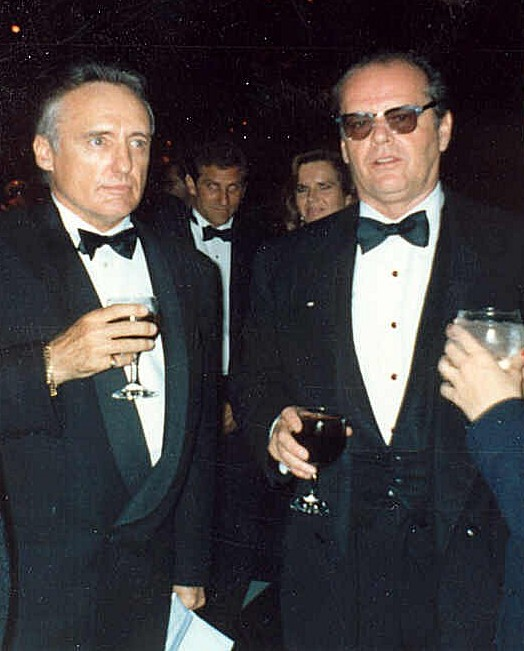
Nicholson (a destra) e Dennis Hopper ai Premi Oscar 1990

Nel 1996 Nicholson collaborò di nuovo con il regista Tim Burton nel film Mars Attacks!, in cui interpretava due personaggi: il Presidente degli Stati Uniti d'America Jim Dale e l'immobiliarista di Las Vegas Art Land. I dirigenti degli studios erano contrari all'idea di far morire il personaggio, così Tim Burton decise di fargli interpretare due personaggi e di farli morire entrambi.
Nonostante le sue riconosciute capacità di attore, Nicholson ottenne una candidatura al Razzie Award per il peggior attore per La gatta e la volpe e per Hoffa - Santo o mafioso? Ciononostante, l'attore, grazie al film Hoffa - Santo o mafioso?, ottenne anche una candidatura al Golden Globe.
Nel 1996 la rivista inglese Empire lo classificò al sesto posto tra i migliori attori del ventesimo secolo. Nell'anno successivo venne nuovamente diretto dall'amico James L. Brooks in Qualcosa è cambiato, ruolo con cui vinse per la seconda volta il Premio Oscar nella categoria miglior attore protagonista.

### Gli anni duemila

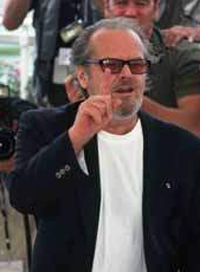
Jack Nicholson a Cannes nel 2001

Dopo essersi allontanato dalle scene per qualche anno, nel 2001 tornò al cinema con La promessa, diretto da Sean Penn, in un cast pieno di celeberrimi attori, tra i quali Benicio del Toro, Patricia Clarkson, Aaron Eckhart, Helen Mirren e tanti altri. L'anno successivo fu lo straordinario protagonista di A proposito di Schmidt, dove la parte di Warren Schmidt, disegnata su Nicholson, gli permise di arrivare favorito e vincere ai Golden Globe. Candidato agli Oscar per miglior attore, fu battuto a sorpresa da Adrien Brody protagonista de Il pianista di Roman Polański. Nel 2003 fu protagonista di due commedie: Terapia d'urto di Peter Segal accanto ad Adam Sandler e Tutto può succedere - Something's Gotta Give di Nancy Meyers accanto a Diane Keaton.
Tre anni dopo collaborò per la prima volta con Martin Scorsese, interpretando il pazzo e luciferino boss di origine irlandese Frank Costello (non l'omonimo boss esistito, ma un personaggio che si ispira a James Bulger) braccato dalla polizia in The Departed - Il bene e il male. Nel film Non è mai troppo tardi del 2007 interpretò la parte del vecchio e sarcastico miliardario Edward Cole, scopertosi malato terminale di cancro, che ha per compagno di stanza d'ospedale Morgan Freeman, anch'egli malato terminale di cancro. Nel 2010 apparve per l'ultima volta sul grande schermo, recitando nel film di James L. Brooks Come lo sai. Il ritiro dalle scene dell'attore fu confermato nell'ottobre 2019 dal regista Mike Flanagan.
Nel febbraio 2025 prende parte allo speciale della NBC per i 50 anni del Saturday Night Live.

## Vita privata
È un sostenitore del Partito Democratico statunitense e per le elezioni presidenziali del 2008 ha appoggiato la candidatura di Hillary Clinton. È un tifoso dei Los Angeles Lakers, squadra di pallacanestro dell'NBA, e dei New York Yankees, squadra della MLB.
Nicholson è stato sposato dal 1962 al 1968 con l'attrice Sandra Knight, da cui ha avuto una figlia, Jennifer (1963). Nel 1970 ha avuto un altro figlio, Caleb James, dalla sua relazione con l'attrice Susan Anspach e nel 1981 ha avuto Honey, dalla relazione con l'attrice danese Winnie Hollman. Dal 1973 al 1989 è stato legato all'attrice Anjelica Huston, che lo lasciò quando scoprì che Nicholson stava per avere un figlio dall'attrice Rebecca Broussard, da cui poi ebbe Lorraine (1990) e Raymond (1992). Nel 1994 anche la relazione con la Broussard finì. Dal 1999 al 2000 Nicholson ha frequentato l'attrice Lara Flynn Boyle; i due si sono successivamente rimessi insieme, per poi lasciarsi definitivamente nel 2004.
È stato per decenni vicino di casa di Marlon Brando; dopo la sua morte, ne ha acquistato la villa, manifestando in seguito l'intenzione di abbatterla.
Possiede una pinacoteca, comprendente opere di Picasso, Warhol e altri artisti del XX secolo.

## Filmografia

### Attore

#### Cinema
- The Cry Baby Killer, regia di Jus Addiss (1958)
- Too Soon to Love, regia di Richard Rush (1960)
- The Wild Ride, regia di Harvey Berman (1960)
- La piccola bottega degli orrori (The Little Shop of Horrors), regia di Roger Corman (1960)
- Vivi con rabbia (Studs Lonigan), regia di Irving Lerner (1960)
- The Broken Land, regia di John A. Bushelman (1962)
- I maghi del terrore (The Raven), regia di Roger Corman (1963)
- La vergine di cera (The Terror), regia di Roger Corman (1963)
- Una nave tutta matta (Ensign Pulver), regia di Joshua Logan (1964)
- Flight to Fury, regia di Monte Hellman (1964)
- Back Door to Hell, regia di Monte Hellman (1964)
- Le colline blu (Ride in the Whirlwind), regia di Monte Hellman (1966)
- La sparatoria (The Shooting), regia di Monte Hellman (1966)
- Angeli dell'inferno sulle ruote (Hells Angels on Wheels), regia di Richard Rush (1967)
- Il massacro del giorno di San Valentino (The St. Valentine's Day Massacre), regia di Roger Corman (1967) - non accreditato
- Psych-Out - Il velo sul ventre (Psych-Out), regia di Richard Rush (1968)
- Sogni perduti (Head), regia di Bob Rafelson (1968) - cameo non accreditato
- Easy Rider - Libertà e paura (Easy Rider), regia di Dennis Hopper (1969)
- The Rebel Rousers, regia di Martin B. Cohen (1970)
- L'amica delle 5 ½ (On a Clear Day You Can See Forever), regia di Vincente Minnelli (1970)
- Cinque pezzi facili (Five Easy Pieces), regia di Bob Rafelson (1970)
- Conoscenza carnale (Carnal Knowledge), regia di Mike Nichols (1971)
- Un posto tranquillo (A Safe Place), regia di Henry Jaglom (1971)
- Il re dei giardini di Marvin (The King of Marvin Gardens), regia di Bob Rafelson (1972)
- L'ultima corvé (The Last Detail), regia di Hal Ashby (1973)
- Chinatown, regia di Roman Polański (1974)
- Professione: reporter (The Passenger), regia di Michelangelo Antonioni (1975)
- Tommy, regia di Ken Russell (1975)
- Due uomini e una dote (The Fortune), regia di Mike Nichols (1975)
- Qualcuno volò sul nido del cuculo (One Flew Over the Cuckoo's Nest), regia di Miloš Forman (1975)
- Missouri (The Missouri Breaks), regia di Arthur Penn (1976)
- Gli ultimi fuochi (The Last Tycoon), regia di Elia Kazan (1976)
- Verso il sud (Goin' South), regia di Jack Nicholson (1978)
- Shining (The Shining), regia di Stanley Kubrick (1980) – Jack Torrance
- Il postino suona sempre due volte (The Postman Always Rings Twice), regia di Bob Rafelson (1981)
- Ragtime, regia di Miloš Forman (1981) - non accreditato
- Reds, regia di Warren Beatty (1981)
- Frontiera (The Border), regia di Tony Richardson (1982)
- Voglia di tenerezza (Terms of Endearment), regia di James L. Brooks (1983)
- L'onore dei Prizzi (Prizzi's Honor), regia di John Huston (1985)
- Heartburn - Affari di cuore (Heartburn), regia di Mike Nichols (1986)
- Le streghe di Eastwick (The Witches of Eastwick), regia di George Miller (1987)
- Dentro la notizia - Broadcast News (Broadcast News), regia di James L. Brooks (1987)
- Ironweed, regia di Héctor Babenco (1987)
- Batman, regia di Tim Burton (1989) – Jack Napier / Joker
- Il grande inganno (The Two Jakes), regia di Jack Nicholson (1990)
- La gatta e la volpe (Man Trouble), regia di Bob Rafelson (1992)
- Codice d'onore (A Few Good Men), regia di Rob Reiner (1992)
- Hoffa - Santo o mafioso? (Hoffa), regia di Danny DeVito (1992)
- Wolf - La belva è fuori (Wolf), regia di Mike Nichols (1994)
- 3 giorni per la verità (The Crossing Guard), regia di Sean Penn (1995)
- Blood & Wine (Blood and Wine), regia di Bob Rafelson (1996)
- Mars Attacks!, regia di Tim Burton (1996)
- Conflitti del cuore (The Evening Star), regia di Robert Harling (1996)
- Qualcosa è cambiato (As Good as It Gets), regia di James L. Brooks (1997)
- La promessa (The Pledge), regia di Sean Penn (2001)
- A proposito di Schmidt (About Schmidt), regia di Alexander Payne (2002)
- Terapia d'urto (Anger Management), regia di Peter Segal (2003)
- Tutto può succedere - Something's Gotta Give (Something's Gotta Give), regia di Nancy Meyers (2003)
- The Departed - Il bene e il male (The Departed), regia di Martin Scorsese (2006)
- Non è mai troppo tardi (The Bucket List), regia di Rob Reiner (2007)
- Joaquin Phoenix - Io sono qui! (I'm Still Here), regia di Casey Affleck (2010)
- Come lo sai (How Do You Know), regia di James L. Brooks (2010)

#### Televisione
- Matinee Theatre – serie TV, 1 episodio (1956)
- Mr. Lucky – serie TV, episodio 1x30 (1960)
- The Barbara Stanwyck Show – serie TV, 1 episodio (1960)
- Tales of Wells Fargo – serie TV, episodio 5x21 (1961)
- Avventure in fondo al mare (Sea Hunt) – serie TV, episodio 4x38 (1961)
- Bronco – serie TV, 1 episodio (1961)
- Little Amy, regia di Sidney Lanfield – film TV (1962)
- Hawaiian Eye – serie TV, episodio 3x22 (1962)
- The Andy Griffith Show – serie TV, 2 episodi (1966-1967)
- Il dottor Kildare (Dr. Kildare) – serie TV, 4 episodi (1966)
- Viaggio in fondo al mare (Voyage to the Bottom of the Sea) - serie TV, 1 episodio (1966) – non accreditato
- Il grande teatro del West (The Guns of Will Sonnett) – serie TV, episodio 1x07 (1967)
- Terrore in sala (Terror in the Aisles) – documentario, regia di Andrew J. Kuehn (1984)
- Elephant's Child, regia di Mark Sottnick – film TV, narratore (1986)

### Produttore
- Le colline blu (Ride in the Whirlwind), regia di Monte Hellman (1966)
- La sparatoria (The Shooting), regia di Monte Hellman (1967)
- Sogni perduti (Head), regia di Bob Rafelson (1968)
- Yellow 33 (Drive, He Said), regia di Jack Nicholson (1971)
- Il grande inganno (The Two Jakes), regia di Jack Nicholson (1990) - non accreditato
- Blue Champagne, regia di Blaine Novak (1992)
- Biography - serie TV, 1 episodio - documentario (2004)
- I Am But a Fool, regia di Eddie Kim - cortometraggio (2008) - produttore esecutivo

### Sceneggiatore
- Thunder Island, regia di Jack Leewood (1963)
- Flight to Fury, regia di Monte Hellman (1964)
- Le colline blu (Ride in the Whirlwind), regia di Monte Hellman (1966)
- Il serpente di fuoco (The Trip), regia di Roger Corman (1967)
- Sogni perduti (Head), regia di Bob Rafelson (1968)
- Yellow 33 (Drive, He Said), regia di Jack Nicholson (1971)

### Regista
- La vergine di cera (The Terror) (1964) – co-regia, non accreditato
- Yellow 33 (Drive, He Said) (1971)
- Verso il sud (Goin' South) (1978)
- Il grande inganno (The Two Jakes) (1990)

## Riconoscimenti
- Premio Oscar

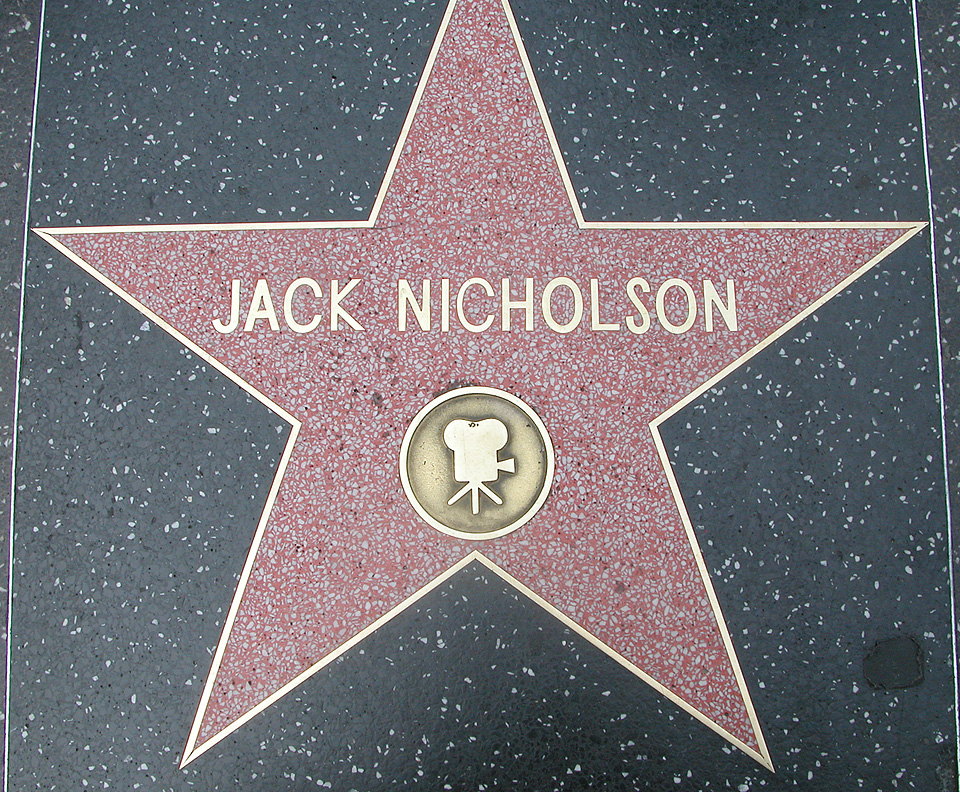
La stella di Jack Nicholson sulla Hollywood Walk of Fame

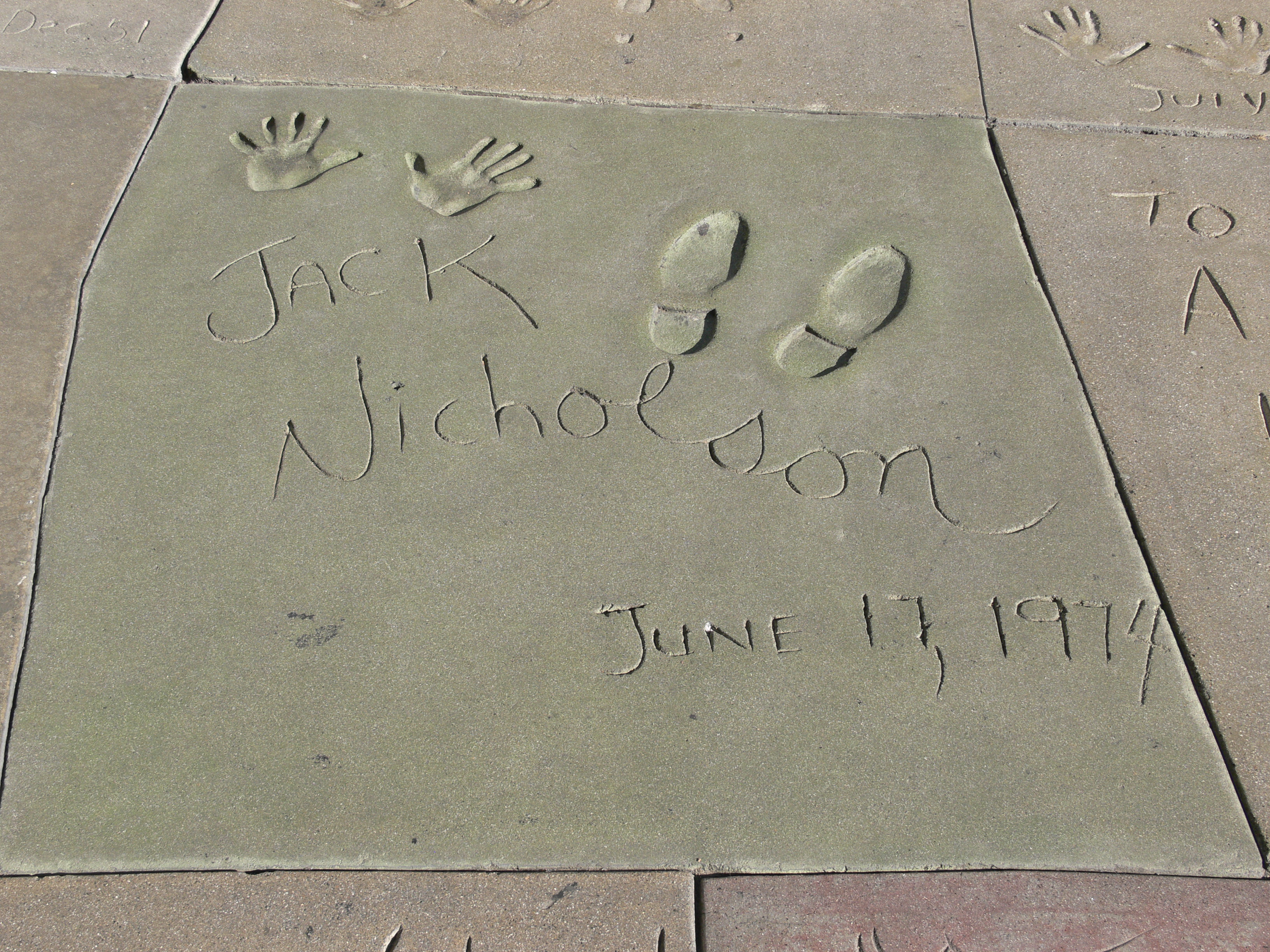
Le impronte di Jack Nicholson al Grauman's Chinese Theatre, Los Angeles

  - 1970 – Candidatura al miglior attore non protagonista per Easy Rider - Libertà e paura
  - 1971 – Candidatura al miglior attore protagonista per Cinque pezzi facili
  - 1974 – Candidatura al miglior attore protagonista per L'ultima corvé
  - 1975 – Candidatura al miglior attore protagonista per Chinatown
  - 1976 – Miglior attore per Qualcuno volò sul nido del cuculo
  - 1982 – Candidatura al miglior attore non protagonista per Reds
  - 1984 – Miglior attore non protagonista per Voglia di tenerezza
  - 1986 – Candidatura al miglior attore protagonista per L'onore dei Prizzi
  - 1988 – Candidatura al miglior attore protagonista per Ironweed
  - 1993 – Candidatura al miglior attore non protagonista per Codice d'onore
  - 1998 – Miglior attore per Qualcosa è cambiato[16]
  - 2003 – Candidatura al miglior attore protagonista per A proposito di Schmidt

- Golden Globe
  - 1970 – Candidatura al miglior attore non protagonista per Easy Rider
  - 1971 – Candidatura al miglior attore in un film drammatico per Cinque pezzi facili
  - 1972 – Candidatura al miglior attore in un film drammatico per Conoscenza carnale
  - 1974 – Candidatura al miglior attore in un film drammatico per L'ultima corvé
  - 1975 – Miglior attore in un film drammatico per Chinatown
  - 1976 – Miglior attore in un film drammatico per Qualcuno volò sul nido del cuculo
  - 1982 – Candidatura al miglior attore non protagonista per Reds
  - 1984 – Miglior attore non protagonista per Voglia di tenerezza
  - 1986 – Miglior attore in un film commedia o musicale per L'onore dei Prizzi
  - 1988 – Candidatura al miglior attore in un film drammatico per Ironweed
  - 1990 – Candidatura al miglior attore in un film commedia o musicale per Batman
  - 1993 – Candidatura al miglior attore non protagonista per Codice d'onore
  - 1993 – Candidatura al miglior attore in un film drammatico per Hoffa - Santo o mafioso?
  - 1998 – Miglior attore in un film commedia o musicale per Qualcosa è cambiato
  - 1999 – Golden Globe alla carriera
  - 2003 – Miglior attore in un film drammatico per A proposito di Schmidt
  - 2004 – Candidatura al miglior attore in un film commedia o musicale per Tutto può succedere - Something's Gotta Give
  - 2007 – Candidatura al miglior attore non protagonista per The Departed - Il bene e il male

- Premio BAFTA
  - 1970 – Candidatura al miglior attore non protagonista per Easy Rider
  - 1975 – Miglior attore protagonista per L'ultima corvé e Chinatown
  - 1977 – Miglior attore protagonista per Qualcuno volò sul nido del cuculo
  - 1983 – Miglior attore non protagonista per Reds
  - 1990 – Candidatura al miglior attore non protagonista per Batman
  - 2003 – Candidatura al miglior attore protagonista per A proposito di Schmidt
  - 2007 – Candidatura al miglior attore non protagonista per The Departed - Il bene e il male

- David di Donatello
  - 1976 – Miglior attore straniero per Qualcuno volò sul nido del cuculo

- Festival di Cannes
  - 1974 – Prix d'interprétation masculine per L'ultima corvé

## Doppiatori italiani
Nelle versioni in italiano dei suoi film, Jack Nicholson è stato doppiato da:
- Michele Gammino in Verso il sud, Il postino suona sempre due volte, Reds, Frontiera, Codice d'onore, Wolf - La belva è fuori, Qualcosa è cambiato, A proposito di Schmidt, Terapia d'urto, Non è mai troppo tardi, Come lo sai
- Pino Colizzi ne L'onore dei Prizzi, Heartburn - Affari di cuore, Le streghe di Eastwick, Dentro la notizia - Broadcast News, Ironweed, Il grande inganno, La gatta e la volpe, Mars Attacks!
- Giancarlo Giannini in Professione: reporter, Shining, Batman, Hoffa - Santo o mafioso?, La promessa, Tutto può succedere - Something's Gotta Give, The Departed - Il bene e il male
- Luciano Melani ne La sparatoria, Angeli dell'inferno sulle ruote, Easy Rider - Libertà e paura, Cinque pezzi facili, L'ultima corvé
- Massimo Turci ne I maghi del terrore, La vergine di cera, Psych Out - Il velo sul ventre, L'amica delle 5 ½, Conoscenza carnale
- Cesare Barbetti ne Il re dei giardini di Marvin, Chinatown, Due uomini e una dote
- Gino La Monica in Voglia di tenerezza, 3 giorni per la verità, Conflitti del cuore
- Adalberto Maria Merli in Qualcuno volò sul nido del cuculo
- Gigi Reder in Una nave tutta matta
- Claudio Capone ne Le colline blu
- Pino Locchi in Missouri
- Michele Kalamera ne Gli ultimi fuochi
- Oreste Rizzini in Blood & Wine
- Davide Lepore ne La piccola bottega degli orrori[29]